# Sanguisorba diandra
Sanguisorba diandra är en rosväxtart som först beskrevs av Joseph Dalton Hooker, och fick sitt nu gällande namn av Nathaniel Wallich och Hoedb.. Sanguisorba diandra ingår i släktet storpimpineller, och familjen rosväxter. Utöver nominatformen finns också underarten S. d. villosa.